# Elementaire rijoperatie
Een elementaire rijoperatie is een bewerking die wordt uitgevoerd op de rijen van een matrix, met de bedoeling deze in een echelonvorm te transformeren. Er zijn drie soorten elementaire rijoperaties: 
- het verwisselen van twee rijen,
- het vermenigvuldigen van een rij met een getal verschillend van nul, en
- het optellen van een veelvoud van een rij bij een andere rij.

Toepassingen zijn: het oplossen van stelsels van lineaire vergelijkingen, het berekenen van de inverse matrix van een matrix en het berekenen van de determinant van een matrix. Het geval dat het meest voorkomt, is het geval waarbij de matrix waarmee wordt gerekend, een vierkante matrix is. De volgorde van de opeenvolgende rijoperaties op een matrix is niet commutatief.
De elementaire kolomoperaties zijn dezelfde als de elementaire rijoperaties, maar dan toegepast op de kolommen in plaats van op de rijen. Bij elk van de drie elementaire rijoperaties is een elementaire matrix gedefinieerd, die bij linksvermenigvuldiging met de betrokken matrix de rijoperatie teweegbrengt. Een kolomoperatie wordt uitgevoerd door de betrokken matrix rechts te vermenigvuldigen met een elementaire matrix.

## Voorbeelden van rijoperaties

### Verwisselen van rijen
Van de matrix 
{\displaystyle A={\begin{bmatrix}2&-1&5&10&9&-1\\0&1&1&2&0&7\\1&-1&2&4&1&8\\11&3&4&-2&6&-4\end{bmatrix}}}
worden de rijen 2 en 4 verwisseld:
{\displaystyle A_{1}={\begin{bmatrix}2&-1&5&10&9&-1\\11&3&4&-2&6&-4\\1&-1&2&4&1&8\\0&1&1&2&0&7\end{bmatrix}}}

### Product van een rij met een getal
Van de matrix 
{\displaystyle A={\begin{bmatrix}2&-1&5&10&9&-1\\0&1&1&2&0&7\\1&-1&2&4&1&8\\11&3&4&-2&6&-4\end{bmatrix}}}
wordt de 3e rij met 3 vermenigvuldigd:
{\displaystyle A_{2}={\begin{bmatrix}2&-1&5&10&9&-1\\0&1&1&2&0&7\\3&-3&6&12&3&24\\11&3&4&-2&6&-4\end{bmatrix}}}

### Combineren van rijen
Van de matrix 
{\displaystyle A={\begin{bmatrix}2&-1&5&10&9&-1\\0&1&1&2&0&7\\1&-1&2&4&1&8\\11&3&4&-2&6&-4\end{bmatrix}}}
wordt de 3e rij 3 keer opgeteld bij de 2e rij:
{\displaystyle A_{3}={\begin{bmatrix}2&-1&5&10&9&-1\\0+3&1-3&1+6&2+12&0+3&7+24\\1&-1&2&4&1&8\\11&3&4&-2&6&-4\end{bmatrix}}={\begin{bmatrix}2&-1&5&10&9&-1\\3&-2&7&14&3&31\\1&-1&2&4&1&8\\11&3&4&-2&6&-4\end{bmatrix}}}

## Toepassingen

### Stelsels
Elementaire rijoperaties kunnen worden toegepast op de uitgebreide matrix {\displaystyle [A|B]} van een stelsel van lineaire vergelijkingen. Op die manier kan de uitgebreide matrix in echelonvorm worden gezet, wat het bepalen van de oplossingen door terugwaartse substitutie eenvoudig maakt. De Gauss-eliminatie en de Gauss-Jordaneliminatie zijn hierop gebaseerd.

### Inverse van een matrix
Om de inverse matrix van de vierkante matrix {\displaystyle A} te berekenen kan men door middel van rijoperaties proberen op de eenheidsmatrix uit te komen. Als
{\displaystyle I=E_{k}\ldots E_{2}E_{1}A}
is:
{\displaystyle A^{-1}=E_{k}\ldots E_{2}E_{1}}
Bij toepassing wordt {\displaystyle A} aangevuld met de bijbehorende eenheidsmatrix tot {\displaystyle [A\mid I\;],} waarna door elementaire rij-operaties {\displaystyle A} in de eenheidsmatrix {\displaystyle I} wordt overgevoerd. Op de plaats van de oorspronkelijke eenheidsmatrix staat dan de inverse van {\displaystyle A}: {\displaystyle [A\mid I\;]\to [\;I\mid A^{-1}]}
Deze manier werkt ook met kolomoperaties, maar de inverse matrix kan alleen worden berekend door daarbij of uitsluitend rijoperaties of uitsluitend kolomoperaties te gebruiken. Het is in beide gevallen nodig de matrix naar echelonvorm te vegen.

### Determinant
Rij- en kolomoperaties worden gebruikt bij het berekenen van een determinant. Het doel is de matrix waarvan de determinant moet worden berekend zo te vegen dat een driehoeksmatrix ontstaat, omdat de determinant dan gelijk is aan het product van de elementen op de hoofddiagonaal. De determinant wisselt bij sommige van de rij- en kolomoperaties van waarde.
- Bij het verwisselen van twee rijen of kolommen wisselt de determinant van teken.
- Indien een rij of kolom met een factor wordt vermenigvulgd, moet de determinant aan het einde door deze factor worden gedeeld.
- Het combineren van rijen of kolommen, een aantal keer een rij of kolom bij een andere rij of kolom optellen, verandert de determinant niet van waarde.

## Voorbeeld
Gegeven de matrix:
{\displaystyle A={\begin{bmatrix}2&-1&5&10\\0&1&1&2\\1&-1&2&4\end{bmatrix}}}
Deze matrix kan door middel van elementaire rij-operaties in canonieke rij-echelonvorm geplaatst worden:
Eerste en derde rij verwisselen: 
{\displaystyle A'={\begin{bmatrix}1&-1&2&4\\0&1&1&2\\2&-1&5&10\end{bmatrix}}}
Van de derde rij 2 maal de eerste rij aftrekken:
{\displaystyle A''={\begin{bmatrix}1&-1&2&4\\0&1&1&2\\0&1&1&2\end{bmatrix}}}
Van de derde rij de tweede rij aftrekken:
{\displaystyle A'''={\begin{bmatrix}1&-1&2&4\\0&1&1&2\\0&0&0&0\end{bmatrix}}}
De matrix is nu in echelonvorm.
De tweede rij bij de eerste rij optellen: 
{\displaystyle A''''={\begin{bmatrix}1&0&3&6\\0&1&1&2\\0&0&0&0\end{bmatrix}}}
De matrix staat nu in canonieke rij-echelonvorm.